# Novi Piniguer
Novi Piniguer (en rus: Новый Пинигерь) és un poble de l'óblast de Kírov, a Rússia, segons el cens del 2010 tenia 77. Pertany al districte (raion) de Viàtskie Poliani.